# Stjernøya
Stjernøya est une île de Norvège appartenant aux municipalités de Loppa, Hasvik et Alta du comté de Finnmark. Sa superficie est de 245 km2 et son point culminant (Kjerringa) se trouve à 960 m d'altitude.